# Ryszard Stępień
Ryszard Stanisław Stępień – doktor habilitowany nauk humanistycznych, profesor nadzwyczajny Akademii Humanistycznej im. Aleksandra Gieysztora w Pułtusku, specjalista w zakresie dydaktyki i teorii wychowania.

## Życiorys
W 1990 na podstawie dorobku naukowego oraz rozprawy pt. Rozwój i doskonalenie kształcenia w wyższym szkolnictwie wojskowym uzyskał w Wojskowej Akademii Politycznej w Warszawie stopień naukowy doktora habilitowanego nauk humanistycznych dyscyplina: pedagogika specjalność: pedagogika
Był zatrudniony w Szkole Wyższej im. Pawła Włodkowica, w Instytucie Pedagogiki Wydziału Humanistycznego Akademii Podlaskiej w Siedlcach oraz w Akademii Obrony Narodowej. Został profesorem nadzwyczajnym w Wydziale Pedagogicznym Akademii Humanistycznej im. Aleksandra Gieysztora w Pułtusku.
Był dyrektorem Instytutu Nauk Humanistycznych Wydziału Bezpieczeństwa Narodowego Akademii Obrony Narodowej. Zasiadał w Radzie Głównej Nauki i Szkolnictwa Wyższego.